# Пауль Гелльман
Пауль Гелльман (нім. Paul Hellmann; 13 березня 1889, Гранцов — 19 лютого 1964, Гамбург) — німецький морський офіцер, обер-лейтенант-цур-зее резерву крігсмаріне. Кавалер Лицарського хреста Залізного хреста - єдиний кавалер в торговому флоті.

## Біографія
В 1911-1912 роках служив у кайзерліхмаріне, після демобілізації — службовець компанії HAPAG, яка здійснювала морські перевезення через Атлантичний океан, у Канаді.
Після початку Першої світової війни  1914-1919 роках перебував у таборі для військовополонених як громадянин ворожої держави.
З 1923 року — знову в компанії HAPAG офіцер торгового флоту.
З грудня 1941 до грудня 1943 року — капітан блокадопроривника «Озорно».
З 1 липня до вересня 1944 року проходив курси офіцера ВМФ.

## Звання
- Фенріх-цур-зее резерву (1 вересня 1944)
- Лейтенант-цур-зее резерву (1 листопада 1944)
- Обер-лейтенант-цур-зее резерву (1945)

## Нагороди
- Медаль «Лицар-рятувальник Приморських Альп» в золоті (Франція) (1933)
- Хрест Воєнних заслуг
  - 2-го класу з мечами (1940)
  - 1-го класу з мечами (1942)
- Нагрудний знак блокадопроривача (1942)
- Вимпел Воєнних заслуг (1942)
- Залізний хрест 2-го і 1-го класу (31 грудня 1943) - отримав 2 нагороди одночасно.
- Лицарський хрест Залізного хреста (6 січня 1944)